# B.J. Penn
Jay Dee Penn, meglio noto come B.J. Penn (Kailua, 13 dicembre 1978), è un artista marziale misto statunitense.
Ha combattuto per quasi tutta la carriera nella prestigiosa organizzazione statunitense UFC nella quale è stato, dopo Randy Couture, il secondo lottatore a divenire campione in due differenti categorie di peso: è infatti stato campione dei pesi welter nel 2004 e campione dei pesi leggeri tra il 2008 e il 2010; nel 2009, inoltre, da campione dei pesi leggeri in carica cercò di vincere anche il titolo dei pesi welter per diventare il primo nella storia della UFC a detenere contemporaneamente due cinture, impresa mai nemmeno tentata in precedenza. Nel 2015 venne introdotto nella Hall of Fame della federazione nella categoria dell'Era Moderna e nel 2016, dopo diciotto mesi di inattività, ha deciso di tornare a combattere, sempre in UFC, nella categoria dei pesi piuma.
Penn è stato il primo non brasiliano a vincere i campionati mondiali di BJJ nella categoria delle cinture nere; è inoltre conosciuto per la sua volontà di combattere contro chiunque a dispetto della classe di peso, lottando anche come peso massimo leggero quando affrontò Lyoto Machida nel 2005. Ha inoltre fatto da allenatore nella quinta e nella diciannovesima stagione del reality show The Ultimate Fighter. Benché abbia una striscia di sconfitte consecutive ottenute molto dopo il picco della sua carriera, è universalmente riconosciuto come uno dei più forti lottatori di sempre.

## Caratteristiche tecniche
È dotato di un ottimo grappling grazie al suo Jiu jitsu brasiliano, nel quale vanta il quinto dan, insieme ad una buona boxe condita da un pugno da KO; è inoltre molto abile nell'evitare i takedown e quindi è difficile portarlo a terra.

## Biografia
È nato nelle isole Hawaii da padre irlandese americano e madre di origini sudcoreane. Ha cominciato ad allenarsi nel jiu jitsu brasiliano all'età di diciassette anni su proposta del suo vicino di casa.
Il suo soprannome, B.J., è l'abbreviazione di "Baby Jay", che deriva dal fatto di essere il più giovane, tra i suoi fratelli, a chiamarsi Jay Dee.

## Carriera nelle arti marziali miste

### Ultimate Fighting Championship
B.J. Penn si mette in luce tra il 1999 ed il 2000 come praticante di jiu jitsu brasiliano sotto la guida di Ralph Gracie e André Pederneiras presso la squadra Nova União di Rio de Janeiro: ai mondiali del 1999 per le cinture marroni, a soli 20 anni di età, si classificò terzo, e nel 2000 vinse il mondiale delle cinture nere nella categoria fino ai 70 kg, divenendo il primo campione non-brasiliano e il praticante più veloce di sempre ad ottenere una cintura nera di BJJ.
Grazie ai suoi successi in tale disciplina nel 2001 la prestigiosa organizzazione di arti marziali miste UFC si interessò a lui, che prontamente iniziò ad allenarsi nelle MMA ed esordì nella categoria dei pesi leggeri con una vittoria per KO su Joey Gilbert, dimostrando subito di aver appreso bene anche tecniche di striking.
Lo stesso anno si impose per KO anche sull'esperto Din Thomas e sull'ex campione Shooto ed ex contendente al titolo UFC Caol Uno, ottenendo così la possibilità di sfidare il campione in carica Jens Pulver, alla sua seconda difesa del titolo.
L'incontro per il titolo avvenne nel gennaio 2002, e Penn subì la sua prima sconfitta in carriera per decisione non unanime dei giudici di gara; due mesi dopo Pulver fu privato della cintura a causa di una disputa contrattuale, lasciando quindi il titolo dei pesi leggeri vacante.
Quell'anno Penn sconfisse il campione di jujitsu Paul Creighton e successivamente prese parte ad un torneo ad eliminazione diretta a quattro lottatori che avrebbe incoronato il nuovo campione dei pesi leggeri UFC.
In semifinale Penn si impose ai punti sul futuro campione dei pesi welter Matt Serra, mentre nell'altra semifinale Caol Uno batté Din Thomas; la finale si giocò il 28 febbraio 2003 ad Atlantic City, e i due contendenti Penn e Uno terminarono l'incontro in parità, risultato che mise in crisi l'UFC la quale decise di sospendere la cintura dei pesi leggeri a tempo indeterminato.
Dopo quell'incontro combatté nelle sue Hawaii contro l'ex campione Shooto e futuro campione Pride Takanori Gomi, vincendo per sottomissione nel terzo round.
A quel punto nel 2004 B.J. Penn salì nella categoria dei pesi welter per sfidare il favorito campione in carica Matt Hughes, il quale aveva già difeso il titolo per ben cinque volte e vantava un record personale di 35-3; il match si tenne a Las Vegas con l'evento UFC 46: Supernatural, e con gran stupore di tutti Penn sottomise Hughes con uno strangolamento sul finire del primo round, divenendo il nuovo campione dei pesi welter UFC.
Dopo la conquista del titolo Penn lamentò una mancanza di competitività nella categoria dei pesi welter UFC e lasciò la cintura vacante per firmare un nuovo contratto con la promozione giapponese K-1 per partecipare nella sua promozione di MMA Hero's.

### K-1 Hero's
B.J. Penn esordì in Giappone nel 2004 nella categoria dei pesi welter con una vittoria per sottomissione sul kickboxer Duane Ludwig. Successivamente salì nella categoria dei pesi medi ed affrontò l'imbattuto Rodrigo Gracie, vincendo ai punti.
Nel 2005 si spinse fino ai pesi mediomassimi, affrontando il futuro campione di categoria UFC Lyoto Machida in un incontro nel quale lo statunitense pesava 86,5 kg e il brasiliano pesava 102 kg: Penn subì la sua seconda sconfitta in carriera, sempre ai punti.
Concluse la sua esperienza in Giappone con una vittoria per decisione unanime sul peso medio e stella del Pride e del jiu jitsu brasiliano Renzo Gracie.

### Ritorno in UFC

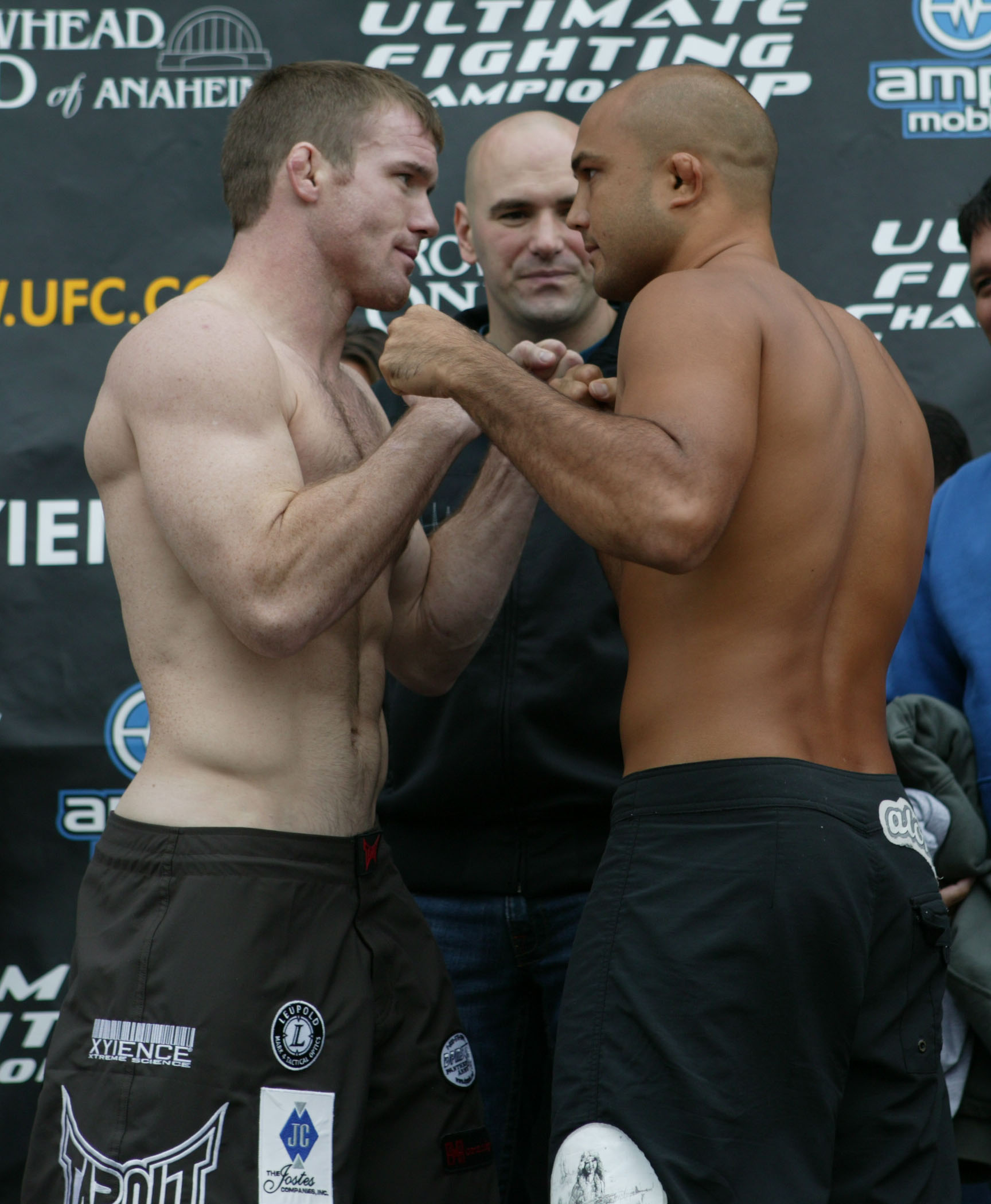
B.J. Penn (a destra) con Matt Hughes prima del loro rematch a UFC 63: Hughes vs. Penn 2

Nel 2006 Penn fece il suo ritorno nell'UFC come un contendente al titolo dei pesi welter, titolo che dopo l'abbandono di Penn tornò nelle mani di Matt Hughes.
Penn combatté contro il fuoriclasse canadese Georges St-Pierre per determinare il nuovo sfidante per il campione in carica Hughes: Penn perse ai punti per decisione non unanime, ma a causa di un infortunio capitato successivamente a St-Pierre fu proprio Penn che venne scelto come contendente per il titolo.
Il rematch ancora una volta per il titolo dei pesi welter tra Penn e Matt Hughes avvenne il 23 settembre 2006 ad Anaheim con l'evento UFC 63: Hughes vs. Penn 2: anche a causa di un infortunio capitato nel terzo round Penn subì per la prima volta una sconfitta per KO tecnico, permettendo così a Hughes di difendere il titolo per la seconda volta e di vendicare la precedente sconfitta del 2004.
Dopo la sconfitta Penn tornò nella categoria dei pesi leggeri e prese parte alla quinta edizione del reality show The Ultimate Fighter come allenatore opposto all'ex campione Jens Pulver; al termine della stagione, nel 2007, i due si affrontarono e così Penn poté vendicare la sconfitta del 2002 con una vittoria per sottomissione.
Dopo tale vittoria Dana White annunciò che Penn avrebbe affrontato il campione in carica Sean Sherk, campione in carica dal 2006 ed ex contendente al titolo dei pesi welter, ma quest'ultimo venne trovato positivo all'utilizzo di steroidi anabolizzanti e di conseguenza dovette lasciare il titolo vacante. Il 19 gennaio 2008 Penn affrontò l'ex campione KOTC e vincitore della seconda stagione di The Ultimate Fighter Joe Stevenson in un incontro valido per il vacante titolo dei pesi leggeri UFC come parte dell'evento UFC 80: Rapid Fire nel Regno Unito: Penn vinse per sottomissione nel secondo round divenendo il secondo lottatore nella storia dell'UFC dopo Randy Couture ad aver vinto le cinture di due differenti categorie di peso; inoltre la sua prestazione venne premiata con i riconoscimenti Submission of the Night e 2008 Beatdown of the Year.
Lo stesso anno Penn difese per la prima volta il titolo nell'attesissimo match contro il precedente campione Sean Sherk: Penn vinse per KO tecnico allo scadere del terzo round, e al termine dell'incontro dichiarò di voler affrontare il campione dei pesi welter Georges St-Pierre se questi fosse riuscito a difendere il proprio titolo contro Jon Fitch.
Il 31 gennaio 2009, durante la notte del Superbowl, con l'evento UFC 94: St-Pierre vs. Penn 2 di Las Vegas era in gioco la possibilità di assistere per la prima volta all'incoronamento di un lottatore UFC campione contemporaneamente di due cinture di due differenti categorie di peso: non fu così, in quanto Georges St-Pierre riuscì a difendere il proprio titolo con successo imponendo lo stop dall'angolo di Penn al termine del quarto round; nel dopo-gara Penn affermò che se avesse vinto anche il titolo dei pesi welter si sarebbe ritirato, e che secondo lui St-Pierre imbrogliò ungendosi la schiena tra un round e l'altro.
Lo stesso anno tornò a difendere il titolo dei pesi leggeri UFC contro l'eterno contendente Kenny Florian, vincendo per sottomissione nel quarto round.
Successivamente portò il numero di difese del titolo a tre con la vittoria per KO tecnico sul campione della prima stagione di The Ultimate Fighter Diego Sanchez.
Nel 2010 dovette difendere il titolo contro l'astro nascente Frankie Edgar che vantava un record personale di 11-1: Penn subì il gioco dell'avversario e in un incontro comunque molto equilibrato perse il titolo ai punti, con i giudici che assegnarono un punteggio di 50-45, 48-47 e 49-46 tutti per Edgar. Lo stesso anno Penn ebbe la possibilità di vendicarsi in un rematch per il titolo, ma anche questa volta Frankie Edgar la spuntò e con un punteggio ancor più largo (tutti i giudici diedero 50-45 a Edgar).
Visto che difficilmente avrebbe avuto un'altra chance per il titolo dei pesi leggeri finché Frankie Edgar era il campione Penn decise di tornare nei pesi welter, dove nel novembre 2010 mise fine alla trilogia tra lui e l'eterno rivale Matt Hughes sconfiggendolo per KO in soli 21 secondi e ottenendo il riconoscimento Knockout of the Night.
Successivamente nel 2011 affrontò il forte wrestler Jon Fitch, uno dei più abili pesi welter in circolazione: Penn invece di affidarsi allo striking portò l'avversario ripetutamente a terra e combatté un incontro equilibrato che terminò in parità.
Lo stesso anno accolse al suo ritorno in UFC l'ex campione Strikeforce Nick Diaz che sostituiva Carlos Condit: Penn non riuscì a contenere la brutale ed efficace boxe del rivale e perse l'incontro per decisione unanime dei giudici di gara. Dopo la sconfitta Penn annunciò che stava pensando al ritiro definitivo, ma invece si mise in stand-by a tempo indeterminato facendo comunque sapere che sarebbe tornato a lottare, e nel 2012 rifiutò una sfida contro il campione Strikeforce e top 3 dei pesi leggeri Gilbert Melendez.
Torna nell'ottagono l'8 dicembre 2012 accettando la sfida lanciata dall'avversario Rory MacDonald, astro nascente delle MMA canadesi e compagno di team di Georges St-Pierre: nonostante il pubblico fosse interamente dalla sua parte Penn dimostrò di non poter dare più nulla nella categoria dei pesi welter, venendo completamente dominato dall'inizio alla fine dall'avversario che è più giovane di 10 anni rispetto all'hawaiano; al termine dell'incontro il presidente Dana White affermò che preferirebbe assistere al ritiro di B.J. Penn.

#### Ritiro e introduzione nell'Hall of Fame
Nel 2014 venne scelto come allenatore per la 19ᵃ stagione del reality show The Ultimate Fighter opposto a Frankie Edgar, affrontando quest'ultimo in luglio nel suo primo incontro di pesi piuma in carriera ed il terzo match contro lo stesso Edgar: Penn venne sconfitto per KO tecnico e successivamente annunciò il ritiro definitivo dalle MMA, mettendo fine ad una carriera che durava dal 2001 con un record totale di 16-10-2 ed un record parziale in UFC di 12-9-2.
A maggio del 2015 durante la messa in onda dell'evento UFC 187, venne annunciata la sua introduzione nell'Hall of Fame dell'era moderna. Ufficialmente Penn venne introdotto in essa durante l'Internetional Fight Week che si tenne a luglio.

#### Ritorno alle competizioni
A gennaio del 2016, dopo 18 mesi di pausa, il trentasettenne Penn annunciò il suo ritorno all'attività agonistica nella categoria dei pesi piuma. Il suo ritorno doveva avvenire ad aprile per l'evento UFC 197, ma il tutto fu rallentato da un'accusa di natura penale fatta nei suoi confronti. Dopo alcuni accertamenti, si scoprì che tali accuse erano infondate e quindi la UFC decise di organizzare il suo ritorno per il 4 giugno contro Dennis Siver per UFC 199. Tuttavia, Siver fu costretto a rinunciare all'incontro nei primi giorni di maggio per infortunio; al suo posto venne inserito Cole Miller. Successivamente, anche Penn venne rimosso dalla card il 23 maggio a causa di una probabile violazione delle leggi anti-doping.
Penn doveva affrontare nel suo match di ritorno Ricardo Lamas, il 15 ottobre 2016 all'evento UFC Fight Night 97. Tuttavia, il 4 ottobre, Penn venne rimosso dalla card per infortunio e la promozione decise quindi di cancellare totalmente l'evento. Il suo ritorno venne quindi spostato per il 15 gennaio del 2017, dove affrontò Yair Rodríguez. Alla prima ripresa, Rodriguez ebbe nettamente la meglio negli scambi in piedi, andando a segno numerose volte con varie combinazioni di calci e pugni. Dopo pochi secondi dall'inizio della seconda ripresa, Penn venne colpito al volto con un calcio frontale in salto finendo al tappeto; da tale posizione venne finalizzato con una serie di pugni a martello. Chiude il 2017 con un'altra sconfitta per mano di Dennis Siver.
Torna a combattere solo a fine 2018, perdendo per la prima volta in carriera per sottomissione contro Ryan Hall il 29 dicembre a UFC 232.

## Risultati nelle arti marziali miste
| Risultato | Record  | Avversario        | Metodo                                    | Evento                                         | Data              | Round | Tempo | Luogo                            | Note                                                  |
| --------- | ------- | ----------------- | ----------------------------------------- | ---------------------------------------------- | ----------------- | ----- | ----- | -------------------------------- | ----------------------------------------------------- |
| Sconfitta | 16-14-2 | Clay Guida        | Decisione (unanime)                       | UFC 237                                        | 11 maggio 2019    | 3     | 5:00  | Rio de Janeiro, Brasile          |                                                       |
| Sconfitta | 16-13-2 | Ryan Hall         | Sottomissione (heel hook)                 | UFC 232: Jones vs. Gustafsson 2                | 29 dicembre 2018  | 1     | 2:46  | Inglewood, Stati Uniti           | Ritorno ai pesi leggeri                               |
| Sconfitta | 16-12-2 | Dennis Siver      | Decisione (maggioranza)                   | UFC Fight Night: Chiesa vs. Lee                | 25 giugno 2017    | 3     | 5:00  | Oklahoma City, Stati Uniti       |                                                       |
| Sconfitta | 16-11-2 | Yair Rodríguez    | KO Tecnico (calcio frontale e pugni)      | UFC Fight Night: Rodriguez vs. Penn            | 15 gennaio 2017   | 2     | 0:24  | Phoenix, Stati Uniti             |                                                       |
| Sconfitta | 16-10-2 | Frankie Edgar     | KO Tecnico (colpi)                        | The Ultimate Fighter 19 Finale: Edgar vs. Penn | 6 luglio 2014     | 3     | 4:16  | Las Vegas, Stati Uniti           | Passa ai Pesi Piuma                                   |
| Sconfitta | 16-9-2  | Rory MacDonald    | Decisione (unanime)                       | UFC on Fox: Henderson vs. Diaz                 | 8 dicembre 2012   | 3     | 5:00  | Seattle, Stati Uniti             |                                                       |
| Sconfitta | 16-8-2  | Nick Diaz         | Decisione (unanime)                       | UFC 137: Penn vs. Diaz                         | 29 ottobre 2011   | 3     | 5:00  | Las Vegas, Stati Uniti           |                                                       |
| Parità    | 16-7-2  | Jon Fitch         | Parità                                    | UFC 127: Penn vs. Fitch                        | 27 febbraio 2011  | 3     | 5:00  | Sydney, Australia                |                                                       |
| Vittoria  | 16-7-1  | Matt Hughes       | KO (pugni)                                | UFC 123: Rampage vs. Machida                   | 20 novembre 2010  | 1     | 0:21  | Auburn Hills, Stati Uniti        | Passa ai Pesi Welter                                  |
| Sconfitta | 15-7-1  | Frankie Edgar     | Decisione (unanime)                       | UFC 118: Edgar vs. Penn 2                      | 28 agosto 2010    | 5     | 5:00  | Boston, Stati Uniti              | Per il titolo dei Pesi Leggeri UFC                    |
| Sconfitta | 15-6-1  | Frankie Edgar     | Decisione (unanime)                       | UFC 112: Invincible                            | 10 aprile 2010    | 5     | 5:00  | Abu Dhabi, EAU                   | Perde il titolo dei Pesi Leggeri UFC                  |
| Vittoria  | 15-5-1  | Diego Sanchez     | KO Tecnico (stop medico)                  | UFC 107: Penn vs. Sanchez                      | 12 dicembre 2009  | 5     | 2:37  | Memphis, Stati Uniti             | Difende il titolo dei Pesi Leggeri UFC                |
| Vittoria  | 14-5-1  | Kenny Florian     | Sottomissione (rear naked choke)          | UFC 101: Declaration                           | 8 agosto 2009     | 4     | 3:54  | Filadelfia, Stati Uniti          | Difende il titolo dei Pesi Leggeri UFC                |
| Sconfitta | 13-5-1  | Georges St-Pierre | KO Tecnico (stop dall'angolo)             | UFC 94: St-Pierre vs. Penn 2                   | 31 gennaio 2009   | 4     | 5:00  | Las Vegas, Stati Uniti           | Per il titolo dei Pesi Welter UFC                     |
| Vittoria  | 13-4-1  | Sean Sherk        | KO Tecnico (ginocchiata in salto e pugni) | UFC 84: Ill Will                               | 24 maggio 2008    | 3     | 5:00  | Las Vegas, Stati Uniti           | Difende il titolo dei Pesi Leggeri UFC                |
| Vittoria  | 12-4-1  | Joe Stevenson     | Sottomissione (rear naked choke)          | UFC 80: Rapid Fire                             | 19 gennaio 2008   | 2     | 4:02  | Newcastle upon Tyne, Regno Unito | Vince il titolo dei Pesi Leggeri UFC                  |
| Vittoria  | 11-4-1  | Jens Pulver       | Sottomissione (rear naked choke)          | The Ultimate Fighter 5 Finale                  | 23 giugno 2007    | 2     | 3:12  | Las Vegas, Stati Uniti           | Passa ai Pesi Leggeri                                 |
| Sconfitta | 10-4-1  | Matt Hughes       | KO Tecnico (pugni)                        | UFC 63: Hughes vs. Penn                        | 23 settembre 2006 | 3     | 3:53  | Anaheim, Stati Uniti             | Per il titolo dei Pesi Welter UFC                     |
| Sconfitta | 10-3-1  | Georges St-Pierre | Decisione (non unanime)                   | UFC 58: USA vs Canada                          | 4 marzo 2006      | 3     | 5:00  | Las Vegas, Stati Uniti           | Eliminatoria per il titolo dei Pesi Welter UFC        |
| Vittoria  | 10-2-1  | Renzo Gracie      | Decisione (unanime)                       | K-1: World GP Hawaii                           | 29 luglio 2005    | 3     | 5:00  | Honolulu, Stati Uniti            |                                                       |
| Sconfitta | 9-2-1   | Lyoto Machida     | Decisione (unanime)                       | K-1: Hero's 1                                  | 26 marzo 2005     | 3     | 5:00  | Saitama, Giappone                |                                                       |
| Vittoria  | 9-1-1   | Rodrigo Gracie    | Decisione (unanime)                       | Rumble on the Rock 6                           | 20 novembre 2004  | 3     | 5:00  | Honolulu, Stati Uniti            | Passa ai Pesi Medi                                    |
| Vittoria  | 8-1-1   | Duane Ludwig      | Sottomissione (triangolo di braccio)      | K-1 MMA: Romanex                               | 22 maggio 2004    | 1     | 1:45  | Saitama, Giappone                |                                                       |
| Vittoria  | 7-1-1   | Matt Hughes       | Sottomissione (rear naked choke)          | UFC 46: Supernatural                           | 31 gennaio 2004   | 1     | 4:39  | Las Vegas, Stati Uniti           | Vince il titolo dei Pesi Welter UFC                   |
| Vittoria  | 6-1-1   | Takanori Gomi     | Sottomissione (rear naked choke)          | Rumble on the Rock 4                           | 10 ottobre 2003   | 3     | 2:35  | Honolulu, Stati Uniti            | Vince il titolo dei Pesi Leggeri ROTR                 |
| Parità    | 5-1-1   | Caol Uno          | Parità                                    | UFC 41: Onslaught                              | 28 febbraio 2003  | 5     | 5:00  | Atlantic City, Stati Uniti       | Torneo per il titolo dei Pesi Leggeri UFC, Finale     |
| Vittoria  | 5-1     | Matt Serra        | Decisione (unanime)                       | UFC 39: The Warriors Return                    | 27 settembre 2002 | 3     | 5:00  | Uncasville, Stati Uniti          | Torneo per il titolo dei Pesi Leggeri UFC, Semifinale |
| Vittoria  | 4-1     | Paul Creighton    | KO Tecnico (pugni)                        | UFC 37: High Impact                            | 10 maggio 2002    | 2     | 3:23  | Bossier City, Stati Uniti        |                                                       |
| Sconfitta | 3-1     | Jens Pulver       | Decisione (maggioranza)                   | UFC 35: Throwdown                              | 11 gennaio 2002   | 5     | 5:00  | Uncasville, Stati Uniti          | Per il titolo dei Pesi Leggeri UFC                    |
| Vittoria  | 3-0     | Caol Uno          | KO (pugni)                                | UFC 34: High Voltage                           | 2 novembre 2001   | 1     | 0:11  | Las Vegas, Stati Uniti           |                                                       |
| Vittoria  | 2-0     | Din Thomas        | KO (ginocchiata e pugni)                  | UFC 32: Showdown in the Meadowlands            | 29 giugno 2001    | 1     | 2:42  | East Rutherford, Stati Uniti     |                                                       |
| Vittoria  | 1-0     | Joey Gilbert      | KO Tecnico (pugni)                        | UFC 31: Locked and Loaded                      | 4 maggio 2001     | 1     | 4:57  | Atlantic City, Stati Uniti       |                                                       |